# Медина, Данило
Дани́ло Меди́на Са́нчес (исп. Danilo Medina Sánchez; род. 10 ноября 1951, Арройо Кано, провинция Сан-Хуан, Доминиканская Республика) — доминиканский политик, президент Доминиканской Республики с 16 августа 2012 года по 16 августа 2020 года, Спикер Палаты депутатов в 1994—1995 годах, кандидат в президенты на выборах 2000 года, член Доминиканской партии освобождения (ДПО).
Второй срок Медины характеризовался безудержной коррупцией, растущим притеснением свободной прессы и массовым шпионажем в отношении тысяч частных лиц и видных деятелей, включая, помимо прочего, лидеров оппозиции и судей Верховного суда. В феврале и марте 2020 года по всей стране вспыхнули протесты против все более авторитарного правительства Медины и его неудавшейся попытки фальсификации выборов.

## Биография
Потомок одного из отцов-основателей Доминиканской республики Франциско дель Росарио Санчеса. Окончил Технологический институт Санто-Доминго. Вступил в ДПО вскоре после её основания Хуаном Бошем. С 1983 года — член ЦК партии, с 1986 года — депутат Конгресса. В 1994-95 годах был спикером Палаты депутатов. В 1996-99 годах был председателем администрации президента со статусом министра (исп. Ministro de la Presidencia).
В 2000 году стал кандидатом в президенты от ДПО. В первом туре кандидат от ДРП Иполито Мехия набрал 49,87 %, Медина — 24,9 %, Хоакин Балагер — 24,5 %. Перед вторым туром Балагер заявил о поддержке Мехии, и Медина отказался от дальнейшей борьбы. В 2004 году принимал участие в штабе Леонеля Фернандеса, который победил на выборах. В 2004-06 вновь был председателем администрации президента со статусом министра (исп. Ministro de la Presidencia). В 2008 году участвовал в партийных праймериз с целью стать единым кандидатом от ДПО, но проиграл Фернандесу.

## Карьера в 1990-е и 2000-е годы

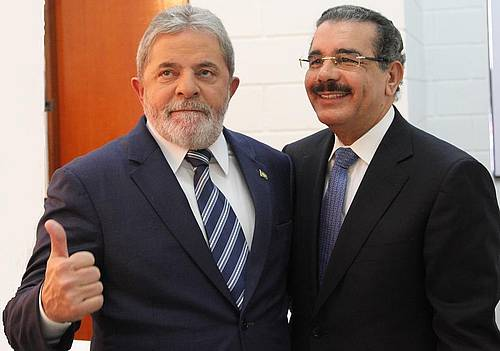
Президент Луис Инасиу Лула да Силва принял Данило Медину

В 1990 году Медина был избран членом политического комитета Доминиканской освободительной партии (ДПО) вместе с Леонелом Фернандесом и Хуаном Темистоклесом Монтасом. Его политическая организация выбрала его председателем палаты депутатов Доминиканской Республики.
Он был президентом Палаты депутатов Доминиканской Республики с 1994 по 1995 год, а затем занимал пост государственного секретаря при президенте с 1996 по 1999 год и снова с 2004 по 2006 год.
В качестве президента палаты депутатов Национального конгресса (1990—1994 гг.) Он был ключевой фигурой на переговорах в Конгрессе, которые привели к выходу из политического тупика 1994 года. В том году близкое поражение между Хоакином Балагером и Хосе Франсиско Пенья Гомес привело к серьёзному конфликту, поскольку одна сторона обвинила другую в мошенничестве. Конфликт был урегулирован пактом, предусматривавшим отдельные президентские выборы и выборы в Конгресс, требованием для кандидата получить 50 % + 1 голосов для победы в первом туре и запретом переизбрания президента. Соглашение в конечном итоге сработало в пользу PLD, которая победила на президентских выборах 1996 года, когда Леонель Фернандес победил Хосе Франсиско Пенья Гомеса во втором туре.
Медина считается ведущим политическим стратегом и переговорщиком PLD. Таким образом, он был одним из лидеров президентской кампании президента Фернандеса. Он был назначен секретарём президента в 1996 году и был одним из ближайших помощников президента. В 2000 году, когда Фернандесу запретили переизбрание (в то время президенты Доминиканской Республики не могли сразу добиться успеха), Медина была кандидатом в президенты от НДП. Он занял второе место после кандидата от оппозиции Иполито Мехиа из Доминиканской революционной партии (ДРП), набрав только 24,9 процента голосов против 49,87 процента голосов Мехии. Тем не менее, Медина пришёл к выводу, что у него нет шансов преодолеть почти 25-балльное преимущество Мехии в первом раунде, особенно после того, как занявший третье место Балагер намекнул, что некоторые из его сторонников проголосуют за PRD во втором туре. Медине потребовались бы почти все сторонники Балагера, чтобы преодолеть его огромный дефицит в первом раунде. Понимая, что ему повезёт получить половину из них во втором туре, Медина уступил президентское кресло Мехии. В своей уступительной речи Медина сказал, что второй тур не будет в интересах страны.

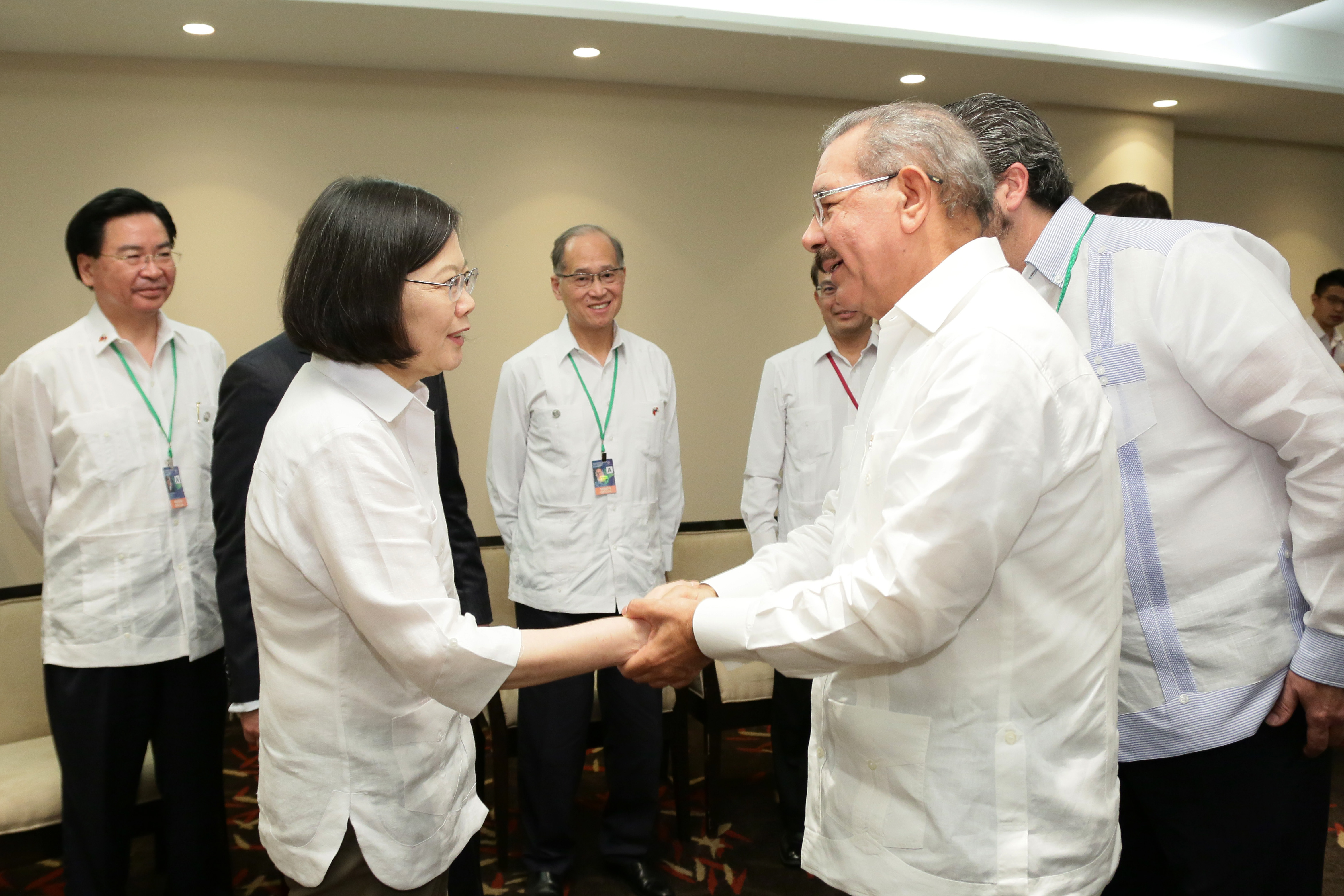
Президент Медина на встрече с Цай Инвэнь и другими тайваньскими официальными лицами в 2016 году.

Когда в 2004 году президент Фернандес перешёл на второй срок, Медина снова был назначен секретарём президентского управления (эквивалентным начальнику штаба) и считался вторым лицом во внутренних коридорах правительства. По мере приближения новых выборов в 2008 году Медина считалась основным конкурентом президента Фернандеса, так как некоторые считали, что он имеет полный политический контроль над правящей партией, PLD. Он ушёл в отставку с этой должности 8 ноября 2006 г., чтобы подать заявку на выдвижение ЛДП на пост президента Фернандеса.
После проведения кампании под лозунгами «Ahora Es» и «Lo Mejor Para Todos» («Сейчас время» и «Лучшее для всех») Медина в конечном итоге потерпела поражение от президента Фернандеса на внутренних выборах ЛДП 6 мая 2007 г. кандидат партии на президентских выборах 2008 года. С момента своего основания НДПИ придерживалась неявной политики недопущения переизбрания, но президент Фернандес изменил её, позволив ему вести кампанию против Медины из Президентского дворца и избрать второй срок подряд у власти (его третий).
Во внутреннем голосовании ДНП Медина получила 28,45 % голосов против 71,55 % голосов президента Фернандеса. Незначительные нарушения были подтверждены в ходе избирательного процесса. Вечером 6 мая 2007 года Медина ненадолго выступил перед публикой, заявив, что он был «избит государством» (в связи с тем, что государственные ресурсы были использованы для подавления его кандидатуры и продвижения кандидатуры Фернандеса).
В 2012 году стал единым кандидатом от ДПО, поскольку действующий президент Леонель Фернандес не мог выставлять свою кандидатуру в третий раз подряд. Кандидатом в вице-президенты при Медине стала Маргарита Седеньо де Фернандес, жена Леонеля Фернандеса. Предвыборные опросы в апреле 2012 года пророчили Медине победу с преимуществом в 5-7 %. На выборах 20 мая Медина победил, набрав 52,3 % голосов против 45,9 % у Иполито Мехии. Вступил в должность 16 августа 2012 года. Переизбран на президентских выборах 15 мая 2016 года.

## Президент Доминиканской Республики

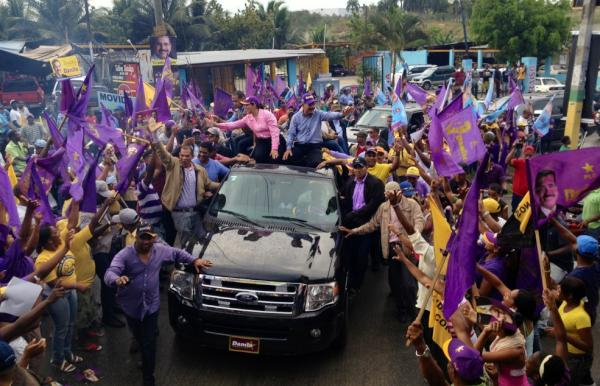
Празднование победы Медины на президентских выборах 2012 года.

Медина баллотировался и был избран президентом Доминиканской Республики на президентских выборах 2012 года в Доминиканской Республике, которые завершились утром 21 мая, с 51,24 % голосов. Во время баллотирования диссертация Медины подверглась критике за подозрение в плагиате со стороны Женове Гнеко, профессора, координирующего Управление по борьбе с плагиатом в диссертации, Автономного университета Санто-Доминго. Gneco также исследовал диссертацию сенатора Феликса Баутиста и министра экономики Хуана Темистоклеса Монтаса. Позже он был отстранён от должности за то, что вышел за рамки своих полномочий и не смог доказать свои утверждения. Медина пообещал бороться с коррупцией, создавать рабочие места и инвестировать в образование в карибской стране.

## Происхождение
По словам специалиста по генеалогии Синесио Рамирес Суасо, Данило Медина якобы происходит от Франсиско дель Росарио Санчеса, отца-основателя Доминиканской Республики. Если это правда, Медина будет первым президентом Доминиканской Республики, потомком одного из отцов-основателей; однако специалист по генеалогии Эдвин Эспиналь утверждает, что прапрапрадед Медины Дионисио Санчес Эррера не мог быть сыном Хуана Франсиско Санчеса де Пенья (сына Франсиско дель Росарио Санчеса), поскольку Санчес Эррера родился в 1840 году, а Санчес де Пенья.
Дед Медины, Хосе Мария Медина Баес, происходил из известной белой семьи из городского Бани, но переехал в сельский Богечио; через него Медина связана с бизнесменом Джанни Вичини (шестой кузен через их общих предков Мануэль де Медина Валера и жена Франциска Хименес Пегуэро) и с бывшим президентом Доминиканской Республики Иполито Мехиа (четырёхкратно шестидюродными братьями через Марию де Арамбуле Мальдонадо и мужа Хуана Баэса). Пегуэро и семь раз седьмые кузены через Лоренцо Баэса де Куэльяр-Альборноса и жену Херониму Пегуэро Родригес-Мальдонадо (родители Хуана Баэса Пегуэро и его братьев и сестёр).

### Реформа и бюджетный дефицит
В конце 2012 года Доминиканская Республика столкнулась с фискальным дефицитом в размере 6,6 % ВВП (что эквивалентно 153 803,2 миллиона долларов США национального бюджета) из-за разницы между доходами, полученными в этом году (384 425 миллионов долларов США) и расходами (454 727 миллионов долларов США).), которые были сгенерированы. Эта экономическая ситуация привела к проекту налоговой реформы, в котором предлагалось увеличить доходы государства за счёт увеличения и увеличения некоторых налогов, чтобы иметь возможность справиться с ситуацией, которая возникнет в 2013 году.
Дефицит бюджета, образовавшийся в конце 2012 года, был вызван сокращением государственных сборов, увеличением субсидий на электроэнергию, что привело к увеличению расходов.
Бюджетный дефицит возникает, когда количественная оценка ожидаемого текущего дохода ниже, чем расходы, выполненные правительством, поэтому, когда доходы государства упали в 2012 году, бюджет на этот финансовый год был ниже ожидаемого. , порождая вышеупомянутый дефицит.
Вступив в должность президента, Данило Медина установил, что для корректировки экономики в 2013 году необходимо увеличить налоговое давление на (18 %) и, таким образом, иметь возможность выполнять обязательства государства, среди которых было выделить 4 % ВВП на довузовское образование в республиканском бюджете на 2013 год, таким образом, впервые в истории соблюдается то, что установлено законом.
Налоговая реформа, предложенная центральным правительством, включала увеличение налога на передачу товаров и потребления (ITBIS) с 16 % до 18 % для продуктов, которые уже облагались налогом. Расширение налоговой базы на продукты питания, начиная с 8 % в 2013 году и существенно увеличиваясь до 2016 года.
С ростом доходов доминиканское государство стремилось не только уменьшить существующий бюджетный дефицит, но и привлечь необходимые средства, но и получить экономическую поддержку, необходимую для разработки таких программ, как поддержка малых и средних предприятий (МСП) и доминиканское сельское хозяйство. В дополнение к существенной поддержке развития туризма и образования.

#### Дипломатический кризис с Гаити и решение Конституционного суда
23 сентября 2013 г. Конституционный суд Доминиканской Республики вынес решение № 168, в котором он устанавливает, что дети всех транзитных иностранцев, родившихся в этой стране после 1929 г., не являются доминиканцами. Эта мера напрямую затронула 458 233 человека, включая множество гаитянских рабочих. 1 октября Гаити отозвала назначенного посла в Доминиканской Республике.